# Koolhoven F.K.55
Koolhoven F.K.55 là một mẫu thử máy bay tiêm kích của Hà Lan trong thập niên 1930.

## Tính năng kỹ chiến thuật
Dữ liệu lấy từ 
Đặc điểm tổng quát
- Kíp lái: 1
- Chiều dài: 9.25 m (30 ft 4 in)
- Sải cánh: 9.60 m (31 ft 6 in)
- Chiều cao: 2.60 m (8 ft 6 in)
- Diện tích cánh: 16.00 m2 (172.23 ft2)
- Trọng lượng rỗng: 1600 kg (3527 lb)
- Trọng lượng có tải: 2208 kg (5026 lb)
- Powerplant: 1 × Lorraine Pétrel 12Hrs, 640 kW (860 hp)

Hiệu suất bay
- Vận tốc cực đại: 510 km/h (317 mph)
- Vận tốc hành trình: 450 km/h (280 mph)
- Tầm bay: 850 km (528 dặm)
- Vận tốc lên cao: 13.1 m/s (2580 ft/phút)

Vũ khí trang bị
- 1 x pháo 20 mm
- 4 x súng máy.303